# Centre d'enseignement et de recherche d'oc
Le Centre d’enseignement et de recherche d’oc (autrefois Institut d'études provençales, puis de langue et de littérature d'oc) est un centre de recherche rattaché à l’UFR de Langue française de l’Université de Paris-Sorbonne (Paris IV).

## Historique

### Institut d'études provençales, puis de langue et de littérature d’oc (1948-1993)
Fondé en 1948 en tant qu’institut de faculté rattaché à la section de Français de la Sorbonne, il est approuvé par le conseil de l'université en 1952.
L'Institut d'études provençales, puis de langue et de littérature d'oc, devient « Centre d'enseignement et de recherche d'oc » en 1993.

### Centre d'enseignement et de recherche d'oc (1993-2019)
Le CEROC a fêté ses cinquante ans d’existence en 1998.
Le CEROC a pour objectifs :
- de doter la langue d’oc ancienne et moderne, à tous les niveaux du cursus universitaire, d’un enseignement spécifique dans le cadre de l’étude comparée des langues romanes ;
- de promouvoir et d’organiser la recherche scientifique dans tous les domaines des études occitanes, notamment en linguistique, en philologie et en littérature (doctorats, colloques, publications).

Il est dissous en 2019.

## Directeurs
Ses directeurs successifs ont été Jean Boutière (de 1948 à 1967), Charles Rostaing (de 1967 à 1974), Suzanne Thiolier-Méjean (de 1974 à 2001) et Jean-Pierre Chambon (de 2001 à sa dissolution).

## Bibliothèque
Elle est issue de donations d'Istvan Frank (it), Jean Boutière, Jules Charles-Roux, René Méjean, et de la Société des félibres de Paris, (succession de Paul Souchon).
Un accord est passé en 1968 avec la bibliothèque municipale de Sceaux lorsque celle-ci crée un Institut Florian en son sein : elle prend en charge les ouvrages littéraires en langue d'oc, tandis que la BLOR conserve les travaux de linguistique.
En 1999, la bibliothèque comporte quelque 14 000 volumes.
Elle fait partie de la bibliothèque de Sorbonne Université.

## Ouvrages
À partir de 1979, une dizaine d'ouvrages ont été publiés aux Presses de l'université Paris-Sorbonne dans le cadre des « Annales de l'Institut de langue et de littérature d'oc », devenues la « Collection du CEROC » !
- Jean-Géraud d'Astros (éd. Suzanne Thiolier-Méjean) Lou Trimfe de la lengouo gascouo, 1980 ;
- Jean-Baptiste Fabre (éd. Édouard Cuq), Le Siège de Caderousse, 1982 ;
- Michel-Ange Marin (éd. Suzanne Thiolier-Méjean), Les Avantures de Barbakan, chien errant de la ville d'Avignon, 1983 ;
- Martine Dauzier, Le Mythe de Bertran de Born du Moyen âge à nos jours, 1986 ;
- Barlam et Jozaphas (éd. Monique Bonnier Pitts), 1989 ;
- Charles Rostaing, Études provençales, 1990 ;
- Suzanne Thiolier-Méjean, La Poétique des troubadours : trois études sur le Sirventès, 1994 ;
- Frayre de joy et Sor de Plaser (éd. Suzanne Thiolier-Méjean), 1996 ;
- Arnaud de Villeneuve (éd. Antoine Calvet), Le Rosier alchimique de Montpellier, 1999 ;
- L'Alchimie médiévale : L'Obratge dels philosophes, La Soma et les manuscrits d'oïl (éd. Suzanne Thiolier-Méjean), 1999 ;
- Les Légendes de l'Hôpital de Saint-Jean de Jérusalem (éd. Antoine Calvet, préf. Anthony Luttrell (en)), 2000 ;
- Georges Bonifassi La Presse régionale de Provence en langue d'oc des origines à 1914, 2003.